# Attikakrokus
Crocus atticus är en irisväxtart som först beskrevs av Pierre Edmond Boissier och Theodhoros Georgios Orphanides, och fick sitt nu gällande namn av Theodhoros Georgios Orphanides. Crocus atticus ingår i släktet krokusar, och familjen irisväxter. Inga underarter finns listade i Catalogue of Life.